# مقاطعة نوكولس (نبراسكا)
مقاطعة نوكولس (بالإنجليزية: Nuckolls County)‏ هي إحدى مقاطعات ولاية نبراسكا في الولايات المتحدة الأمريكية.